# 斜行戦術

斜行戦術とは、フリードリヒ大王の多用した戦術。敵陣の片翼に偽装攻撃を仕掛けるが、実際は反対側の片翼側面に兵力を集中させる奇襲狙いの戦術である。部隊を回転させるプロセスから斜行戦術と呼ばれた。部隊を旋回させる特徴を有しており、敵陣に対して部隊を平行に配置して片翼に兵を集中させる斜線陣(斜行陣)とは異なる戦術である。部隊を旋回させるためには、機動力が要求されるため砲兵の移動を含めて練度の高い兵が必要となる。
七年戦争序盤のロスバッハの戦い及びロイテンの戦いでは機能し、フリードリヒ大王は倍の相手を打ち破ったが、コリンの戦いでは対策され斜行による奇襲に失敗して敗北した。
陽動と機動的な別部隊を用いた奇襲作戦としてナポレオンにより発展的に運用され、アウステルリッツの戦いやフリートラントの戦いで戦果を挙げた。

## 歴史

### 古代
- 斜線陣 古代ギリシャの標準的な戦力であった重装歩兵によって形成される戦列、ファランクス陣の弱点は、盾を持つ兵士を並べたことに起因する。左側の兵士は右側の兵士の盾に守られるが、最右翼の兵士の右手は槍を持つのみであり攻撃力はあるが防御力は弱い。ゆえに右側に屈強な精鋭を配置し、陣形もやや右側先行しながら接敵した。テーバイのエパメイノンダスはこの敵側のファランクス陣が有する脆弱性を突く為、自軍左側の梯数を極端に増やし、敵の右側を人数で優越し撃破する戦術を創始した。